# Péterhida
Péterhida là một thị trấn thuộc hạt Somogy, Hungary. Thị trấn này có diện tích 11,62 km², dân số năm 2010 là 144 người, mật độ 12 người/km².